# Клуб 33
Дизнијев клуб 33 је једна од Дизнијевих креација која се састоји од неколико приватних клубова изграђених у оквиру различитих Дизнијевих паркова. Први пут је један овакав клуб отворен 1967. године у Дизниленд забавном парку изграђеном у Дизниленд одмаралишту у Анахајму, Калифорнија. Клуб је направљен по узору на бројне ВИП салоне које су креирали спонзори павиљона на Светском сајму у Њујорку 1964. године. У то време Клуб 33 је био једина локација у Дизниленд парку која је нудила алкохолна пића.
Дизнијев Клуб 33 тренутно постоје у Дизниленду у Токију и Дизниленду у Шангају и у три парка Волта Дизнија Парк&Ризорт. Чланови Дизниленд клуба 33 и њихови гости такође имају право приступ салону 1901 Lounge at the Carthay Circle у Дизнијевом калифорнијском авантуристичком парку.

## Положај и улаз
Дизнијев клуб 33, на чијем улазу не постоји ништа више осим адресне плочице са бројем „33″ — налази се у улици 33 Ројал  на  Њу Орлеанс скверу једној од креација у Дизниленд забавном парку.
Када гост уђе у елегантан фоаје Клуба 33, са зидовима од дрвета боје трешње, зна  да је стигао на неко посебно место. Звук и метеж Парка нестају док госте обавија тиха елеганција. Да би дошли до трпезарије која је на другом спрату, која је централно место у клубу, гости користе велико степениште  или у париском стилу,  лифту са преласка векова саграђен на основу лифта који је постојао у Граду светлости.

## Историја
Градњом оваквог салона Волт Дизни је желео: ексклузиван, дискретан ресторан само за чланове где је могао да забавља достојанственике и пријатеље у спокојној атмосфери подсећајући их на најбоље гурманске ресторане у Њу Орлеансу и Паризу. Нажалост, Волт никада није вечерао у својој палати из снова, пошто је преминуо шест месеци пре њеног отварања, али његова формула је одмах постала хит. Од када је Клуб 33 отворен 15. јуна 1967. године, листа чекања за једно од његових 480 места за чланове протезала се од Њу Орлеанс сквера до Тумороленда и назад. Данас се чека  најмање 18 година на привилегију да у истој реченици користите своје име и титули „Члан клуба 33“.

## Изглед
Када је клуб први пут отворен 1967. године, његова врата су била у улици 33 Ројал. Једноставна врата која су просечном госту изгледала скромно. Клуб је преуређен и дограђен 2014. године, али главни улаз у клуб је измењен, и удаљен   око 40 стопа и смешен у предворје које је некада била мала радња. Пријављивање посетилаца се врши у овом предворју, а иза њега се налази двориште познато као Двор анђела. Одатле се можете ићи лифтом у стилу сецесије или вијугавим степеништем до другог нивоа где се налази нови улаз у клуб.
На врху степеница налазе се две просторије: Велики слаон и Нови салон. Зидови су украшени лептирима причвршћеним испод стакла и ручно осликаним анимацијским приказима из оригиналног филма Фантазија. Волт Дизни је лично одабрао већи део викторијанских ситница у антикварницама у Њу Орлеансу.  
У Новом салон се улази проласком кроз простор обложен тамним дрветом и обложен витринама за вино. Ова соба садржи оригинални стаклени лифт у античком стилу који је коришћен пре реконструкције 2014. да би госте одвео на други ниво.
Друга просторија, Велики салон, је формалнија. То је главна трпезарија у стилу оних из Њу Орлеанса. Пре реконструкције 2014, стил је био Прво царство из Наполеонове ере. У овој трпезарији услуга је а ла карт (само за ручак), док је пре реконструкције била она била само бифе.
- Изглед Клуба 33 пре реновирања 2014.
- Оригинална врата Клуба 33 у Дизниленду пре већег преуређивања 2014. Нова врата су уочљивије обележена.
- Изглед фоаје у којем су чланови чекали да седну у трпезарију, пре реконструкције 2014.).
- Изглед главне трпезарије пре реконструкције 2014. Данас се овде налази Велики салон.
- Изглед дневна соба пре реконструкције 2014.

Клуб је такође опремљен са неколико реквизита из Дизнијевих филмова. Постоји функционална телефонска говорница од тамног дрвета са оловним стаклом, одмах поред балкона тоалета. У Мери Попинс коришћен је китњасти сто од ораха са белим мермерним врхом. Видео снимак из филма који је приказан на врху стола приказује глумце Карен Дотрис, Метјуа Гарбера и Дејвида Томлинсона како стоје одмах са његове леве стране.
Чембало за које се причало да је антиквитет је у ствари направљено по мери Лилијан Дизни посебно за Клуб 33. На доњој страни поклопца налази се уметничко дело у ренесансном стилу које су ручно осликали Дизнијеви уметници.
Волт Дизни је желео да искористи аудио-аниматроничну технологију у оквиру Клуба 33, па су тако у бившој Трофејној соби, микрофони у расветним телима изнад главе би хватали звукове нормалног разговора док би оператер одговарао преко препариране птице, лешинара, како би се нашалили са гостима.…међутим  систем никада није пуштен у рад. Иако систем никада није у потпуности имплементиран, делимично је инсталиран и остао је таквом стању до данас.